# Entedon parvicalcar
Entedon parvicalcar is een vliesvleugelig insect uit de familie Eulophidae. De wetenschappelijke naam is voor het eerst geldig gepubliceerd in 1878 door Thomson.